# Blaise Bang
Pour les articles homonymes, voir Bang.
Blaise Bang, né le 30 juin 1968 à Douala, est un plasticien camerounais, peintre, sculpteur et installateur. Avec Hervé Youmbi, Jules Bertrand Wokam, Hervé Yamguen et Salifou Lindou, il est le cofondateur du cercle Kapsiki, un collectif d'artistes plasticiens camerounais formé en 1998.

### Filmographie
- Blaise Bang !, court métrage documentaire coréalisé avec Franck Dudouet, 2006, 16 min